# Gastronomía de Ucrania

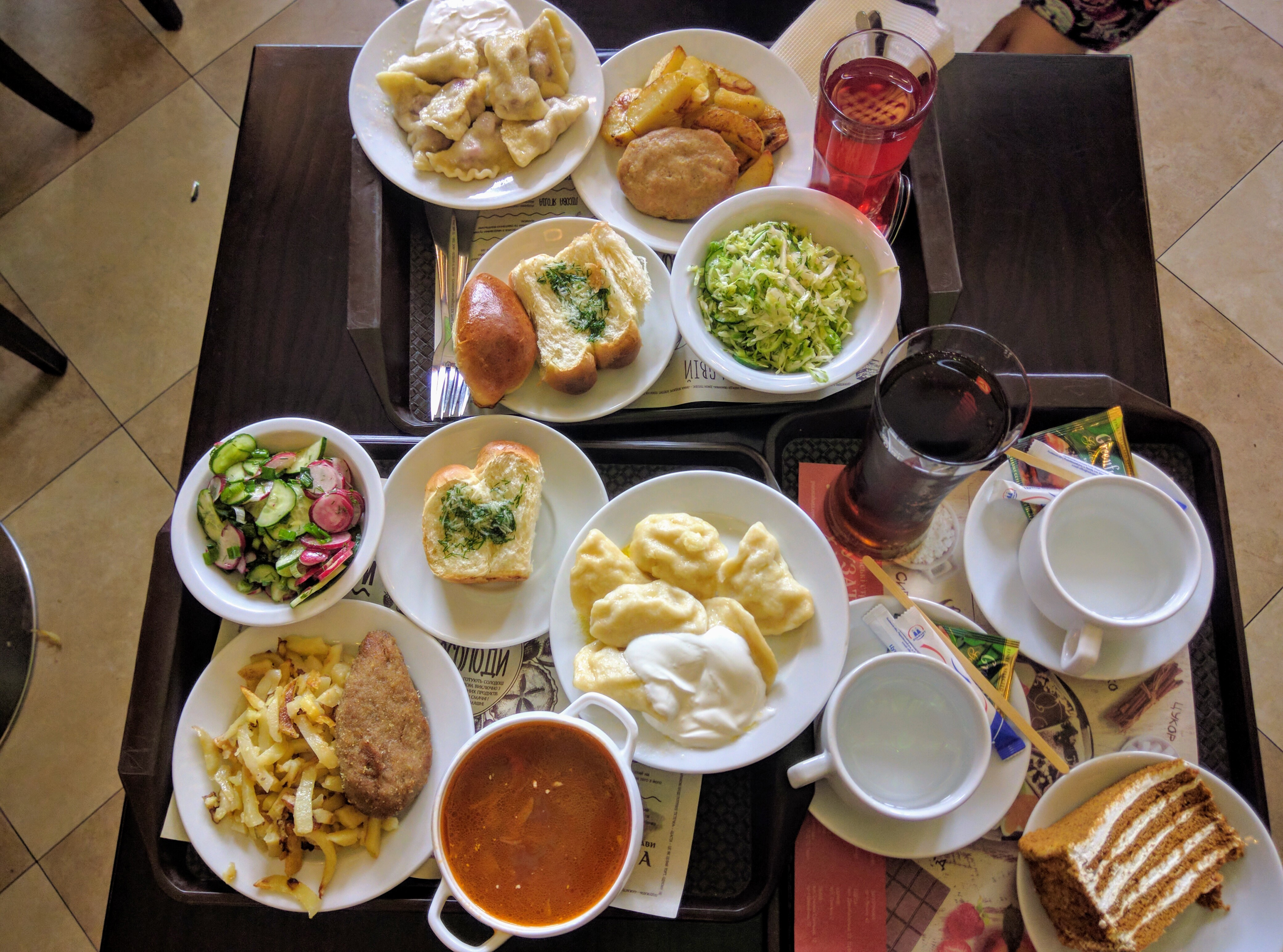
Platos ucranianos populares

La gastronomía de Ucrania es la colección  de las varias tradiciones de cocina que los ucranianos han acumulado a lo largo de su historia. La cocina está fuertemente influenciada por la rica tierra oscura (chornozem) de la que proceden sus ingredientes.
El plato nacional y original de Ucrania es el borsch. Aun así los varényky y los holubtsí son también platos nacionales favoritos de los ucranianos, y son comunes en restaurantes ucranianos tradicionales.
A menudo llamado "el granero de Europa”, la cocina ucraniana realza la importancia del trigo y el grano para los habitantes de Ucrania, y a menudo su tumultuosa historia con él. La mayoría de platos ucranianos desciende de los antiguos platos de campesinos basados en los abundantes recursos de grano, tales como el centeno así como vegetales básicos como patatas, coles, setas y remolachas. Los platos ucranianos incorporan tanto técnicas tradicionales eslavas como otras técnicas europeas, producto de años de influencia y dominio extranjero. 
La gastronomía de Ucrania incorpora una variedad de ramas alimentarias diferentes (carbohidratos, grasas, proteína, frutas y vegetales) debido al gran tamaño del país y la abundante cantidad de recursos alimenticios. Los platos ucranianos tradicionales a menudo experimentan un complejo proceso de cocinado: primero se fríen o hierven, para ser posteriormente guisados u horneados. Esta es la característica más distintiva de la cocina ucraniana.

## Sopas.

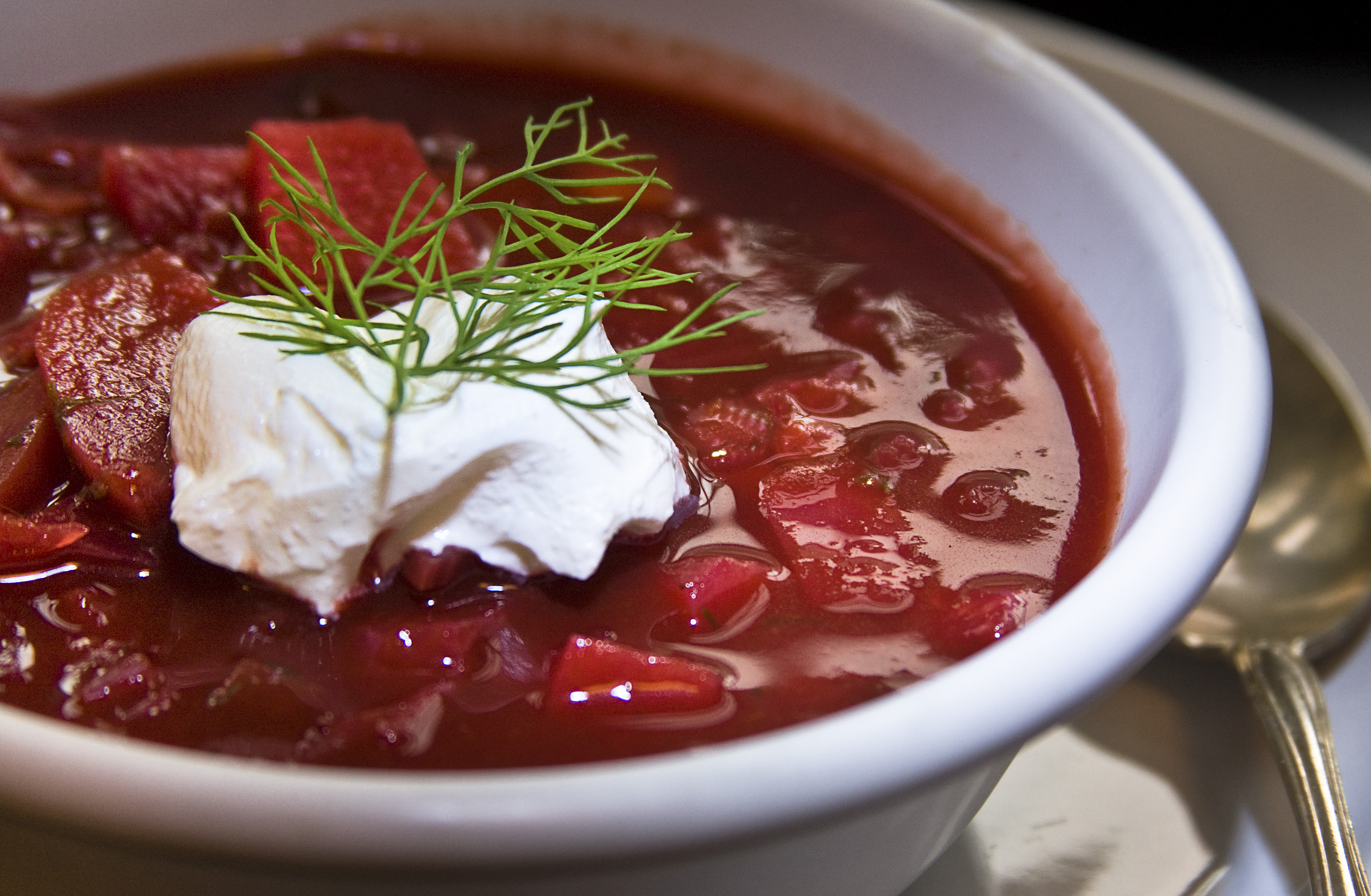
Borsch ucraniano con smetana

- Borsch: sopa vegetal hecha de remolacha, col, huevo, patatas, tomates, zanahorias, cebollas, ajo y eneldo.[5][6] Hay entre 69 y 420 variedades de borsch ucranianos .[6] Pueda incluir carne o pescado.[5]
- Kapusniak: sopa hecha con cerdo, salo, col, y servido con smetana (crema ácida).
- Rosólnyk: Sopa con pepinos en vinagre.
- Solyanka: sopa densa picante y ácida hecha con carne, pescado o setas y varios vegetales y pepinillos.
- Yushka: Caldo hecho de varios tipos de pescado como carpa, besugo, siluro o incluso acerina.
- Zeleny borsch (borsch verde) o schavlevy borsch (sopa de acedera): agua o caldo basado en sopa con acedera y varios vegetales, servidos con huevo hervido duro picado y crema ácida.

## Ensaladas y aperitivos.

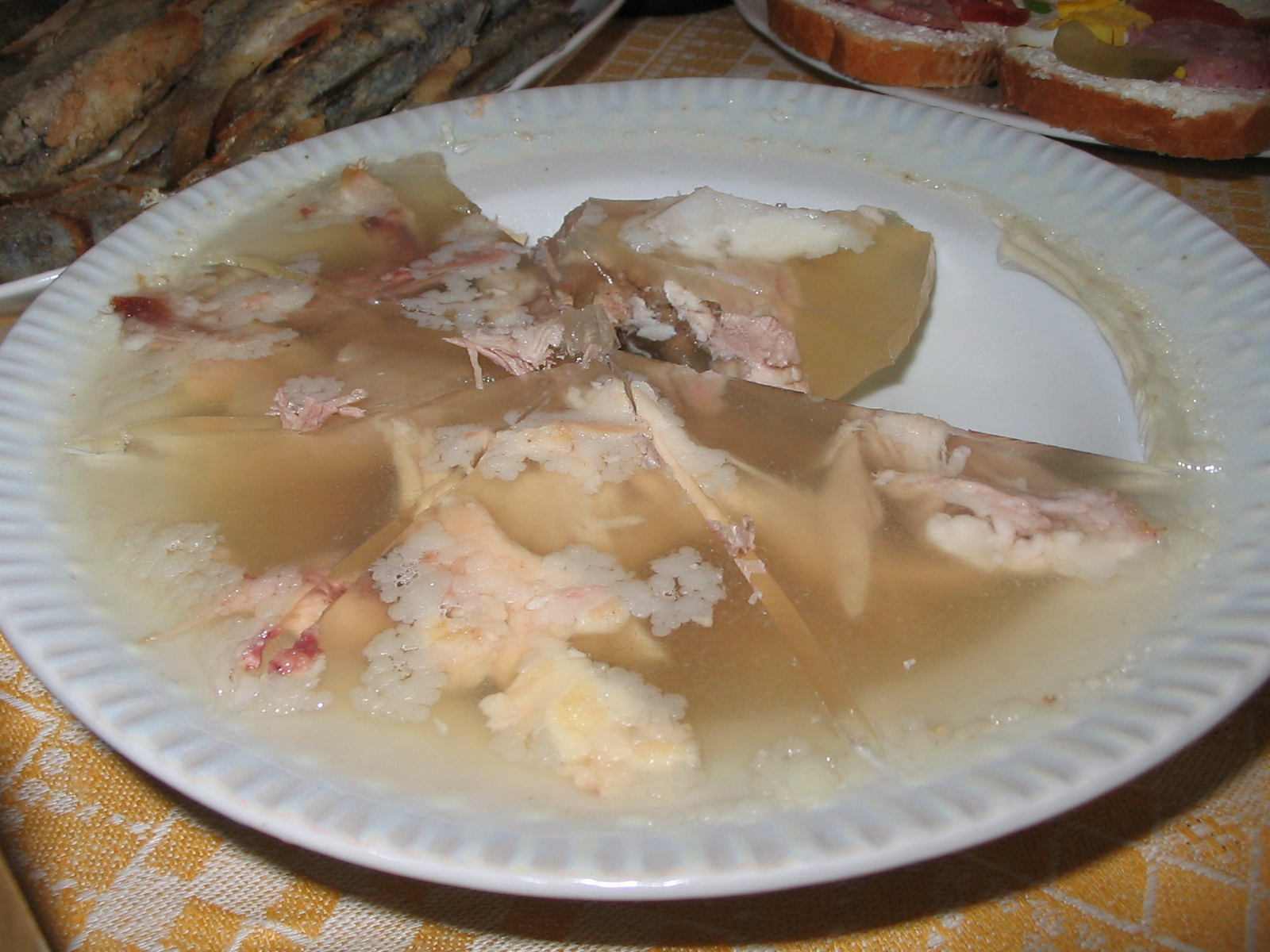
Holodéts

- Kovbasá: Varias clases de cerdo ahumado o hervido, ternera o salchicha de pollo.
- Salo: Lardo curado.
- Holodéts: Gelatina (Studenetz) hecho con carne o pescado (zalyvna ryba).
- Olivier (ensaladilla rusa, ucraniana según el chef José Andrés): Ensalada hecha de patatas cocidas y picadas, pepinillos de eneldo, huevos cocidos picados, pollo o jamón cocido y picado, cebollas picadas, guisantes en lata, mezclados con mayonesa.
- Vinigret: Ensalada con remolacha cocina en tiras, sauerkraut, patatas cocinadas y troceadas, cebollas, y zanahorias, a veces los pepinillos mezclados con algo de aceite de girasol y sal.

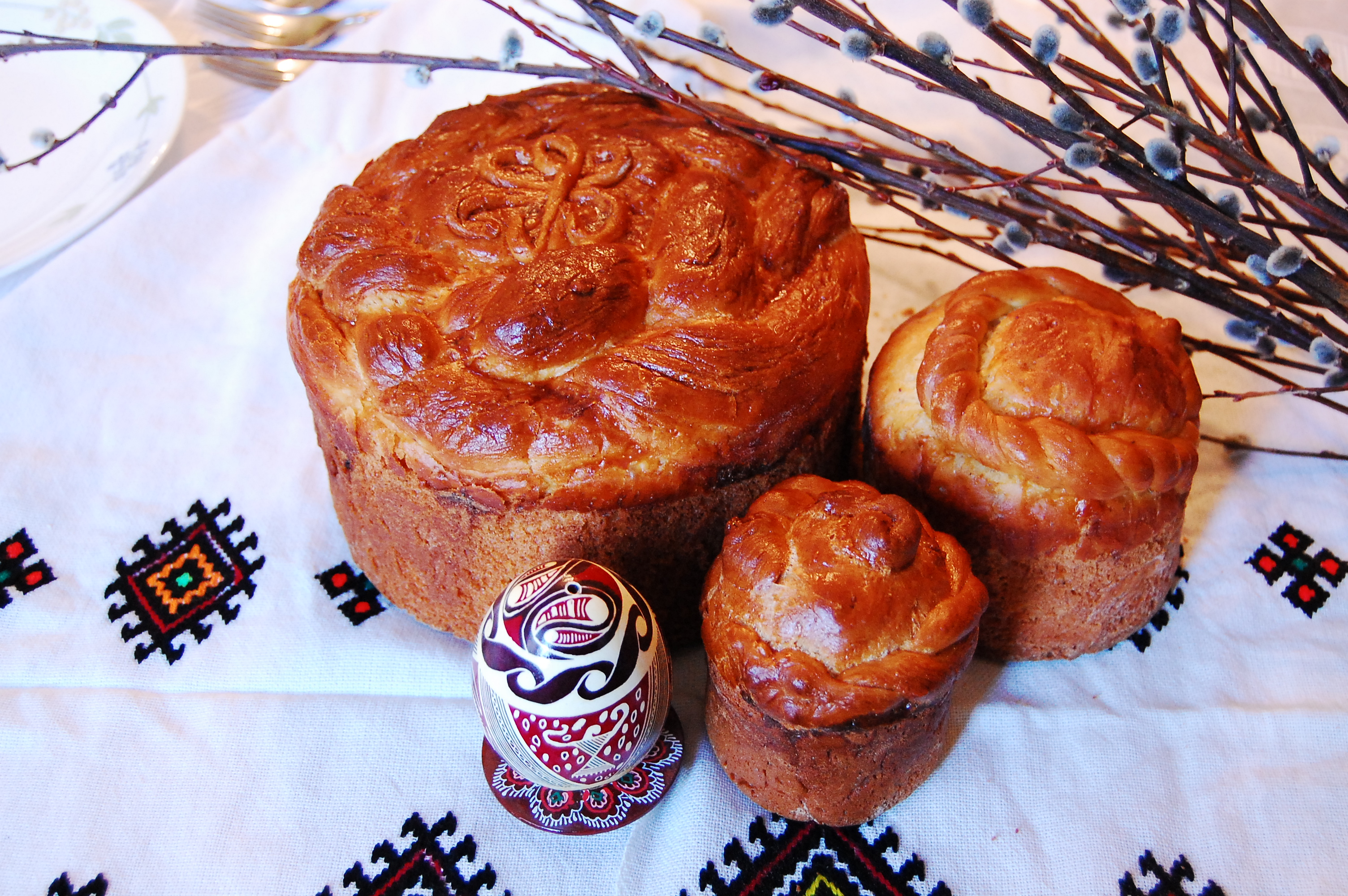
Paska tradicional ucraniano

El pan y productos hechos de trigo son importantes en la cocina ucraniana. Las decoraciones en la parte superior pueden ser elaboradas para celebraciones.
- Babka: Pan de Pascua, normalmente una masa con pasas y otra fruta secada. Es normalmente horneado en molde alto y cilíndrico.
- Búblik: Anillo-shaped corro de pan hecho de dough aquello ha sido hervido antes de cocer. Es similar a bagel, pero normalmente un poco más grande y con un agujero más ancho.
- Kalach: Panecillo típico con forma de anillo servido en Navidad y funerales. La masa es trenzada, a menudo con tres hebras que representan la Santísima Trinidad. A la trenza entonces se le da forma de círculo (círculo = kolo en ucraniano) representando el círculo de vida y la familia.
- Korovái: Un pan trenzado y redondo, similar al kalach. Es horneado más a menudo para bodas y su parte superior se suele decorar con masas con forma de pájaros y hierba doncella.
- Palyanytsya: Pan horneado regular (conocido por ser difícil de pronunciar para hablantes no ucranianos).
- Pampushky: porciones de pan blando y esponjoso coronados con mantequilla de ajo.
- Paska: Rico pastel tradicional.

## Platos principales.

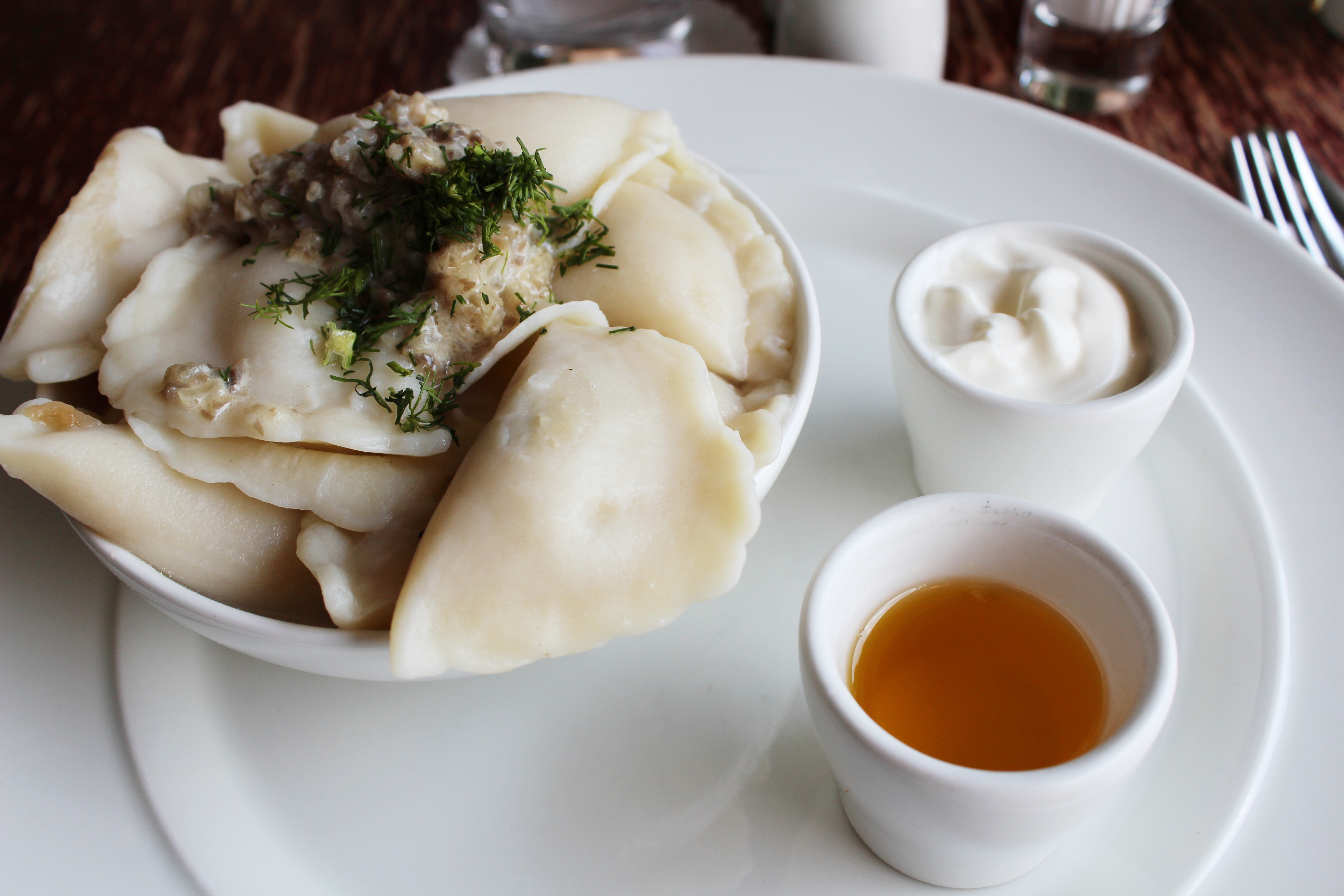
Varényky rellenos de carne y servido con cebollas fritas y crema agria

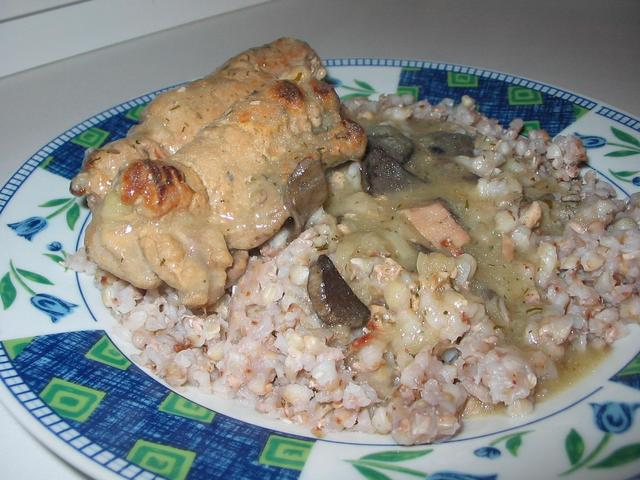
Kruchényky servidos con kasha y una salsa de champiñones

- Varényky (también llamado pyrohy en algunas regiones de Ucrania Occidental): Masa hervida hecho con rellenos tales como patatas machacadas y cebolla fritas, carne picada cocida y cebollas fritas, hígado y cebollas fritas, col frita con cebollas fritas, quark, cerezas, y fresas.[5][6] Servido con crema ácida y mantequilla o azúcar cuándo es rellenado con frutas.
- Pyrizhký: Panecillos horneados embutidos con diferentes rellenos, tales como: carne picada, hígado, huevos, arroz, cebollas, col frita o sauerkraut, quark, cerezas etc.
- Pyrih: Un pastel grande con varios rellenos.
- Holubtsí: Hojas de col (frescas o ácidos) enrolladas con relleno de arroz y opcionalmente carne (tocino o ternera picados), horneados en aceite y cebollas caramelizadas y puede contener sopa de salsa de tomate horneado, crema ácida, pringue de tocino o cintas de tocino horneados en la parte superior.
- Mlyntsí o nalisnyky: tortitas finas rellenas normalmente con quark, carne, col y frutas y servidas con crema ácida.
- Ganso o pato embutidos con manzanas.
- Carne asada (pechenya): cerdo, ternera o cordero asado
- Pez (ryba): frito en huevo y harina; cocinado en el horno con setas, queso, y limón. Puede ser marinado, seco o ahumado.
- Guliash: Hace referencia al estofado en general, o más específicamente al goulash húngaro.
- Kotlety/Sichenyky (chuletas, albóndigas): carne picada o pescado mezclado con huevos, cebollas, ajo, migas, y leche, frito en aceite y a veces rodado en migas de pan
- Kotleta po-kyivsky: Pollo de Kiev.
- Kruchényky O Zavyvantsi: rollos de cerdo o ternera con varios rellenos: setas, cebollas, huevos, queso, sauerkraut, zanahorias, etc.[7]
- Kasha hrechana zi shkvárkamy: Alforfón con cortezas de cerdo y cebolla.
- Patata (kartoplia, también barabolia o bulba):  servidas con mantequilla, crema ácida y eneldo. Una variedad más exclusiva incluye huevo crudo.
- Deruný: Tortitas de patata, normalmente servidas con ricas porciones de crema ácida.

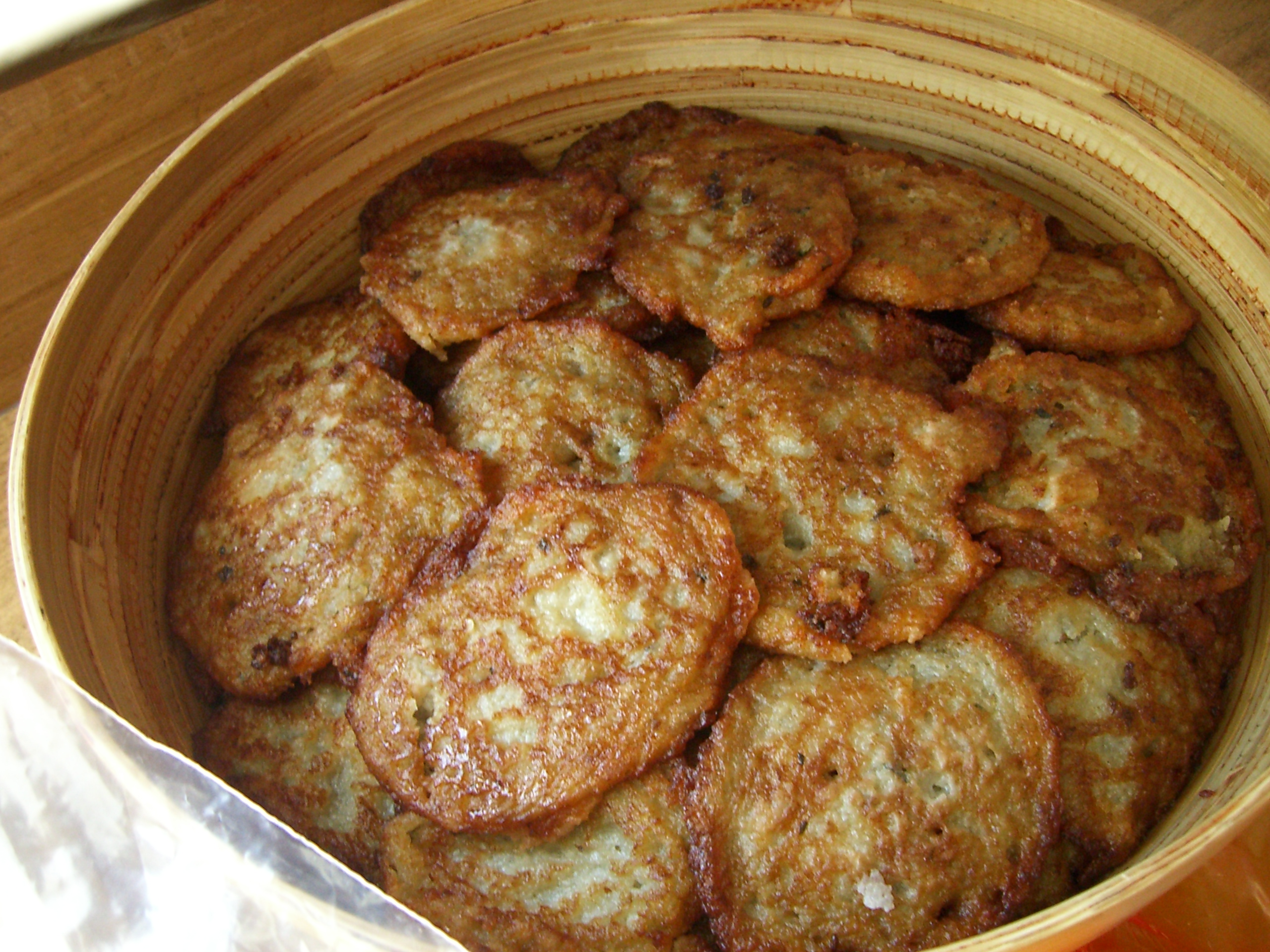
Deruný en un tradicional plato ucraniano.
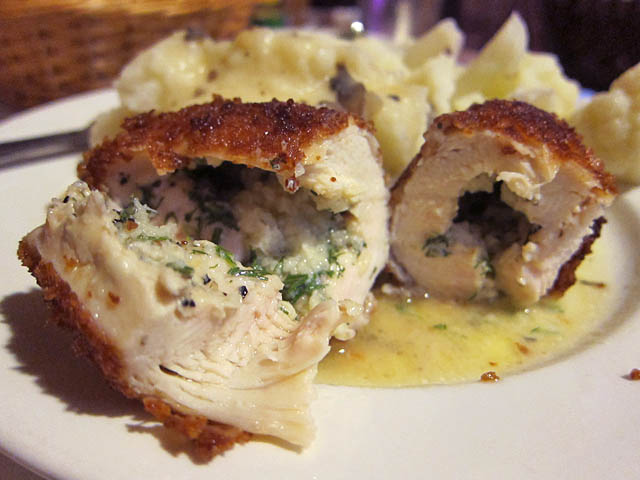
Kotleta po-kyivsky (Pollo de Kiev)

## Postres
- Kutiá: Plato de Navidad tradicional, hecho de semillas de amapola, trigo, frutos secos, miel, y exquisiteces.[8]
- Pampushky: Masa dulce similar a los dónuts. Frecuentemente espolvoreados con azúcar. Tradicionalmente rellenado con conserva de rosas, pero también puede ser rellenado con semillas de amapolas u otros rellenos dulces.
- Sýrnyky: Quark freído, a veces con pasas, servidos con crema ácida, mermelada (varennya), miel o compota de manzana.
- Tartas y pasteles: son muchas variedades de pasteles, de húmedos a esponjosos, siendo los más típicos Kýivsky, Prazhsky, y Trúfelny. Son frecuentemente hechos sin harina, usando en cambio nueces o almendras.
- Varennya: Una conserva de fruta entera  hecha por cocinar bayas y otras frutas en jarabe de azúcar.
- Zhelé: (plural y singular) frutas agelatinadas, como cerezas, peras, etc. o la jalea típica de chocolate/leche llamada Ptashyne molokó (literalmente ‘leche de pájaro‘).

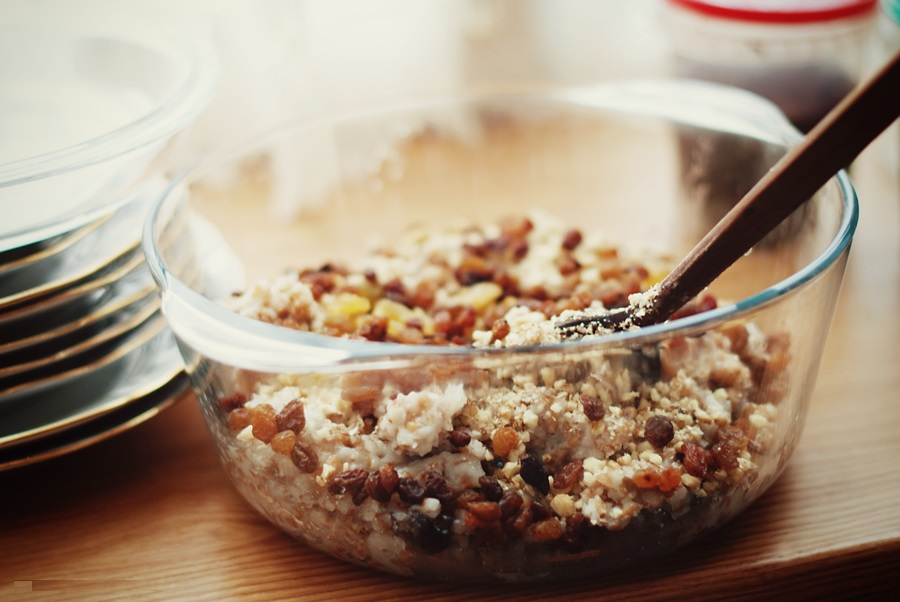
Kutiá
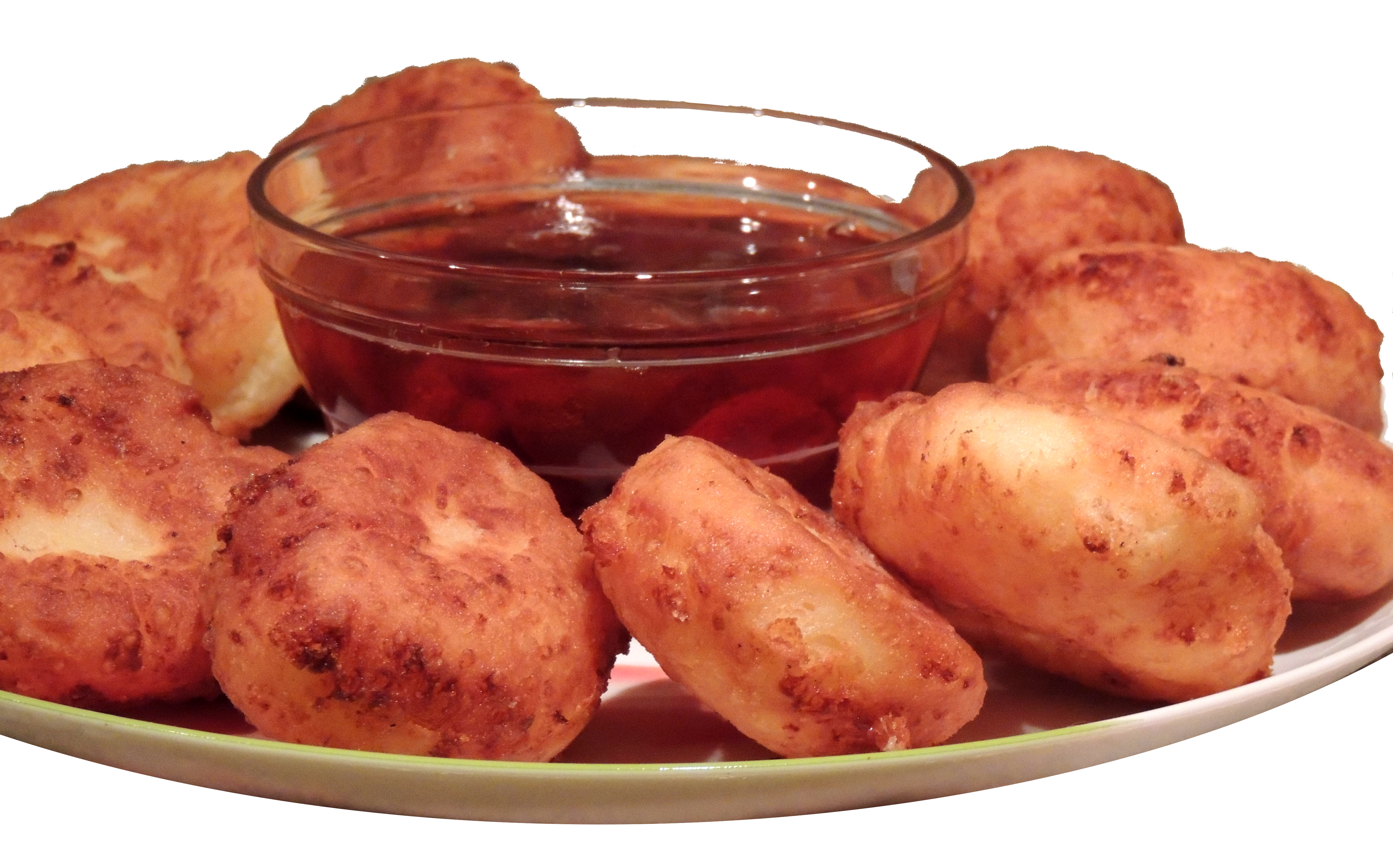
Sýrniki con pasas

## Bebidas

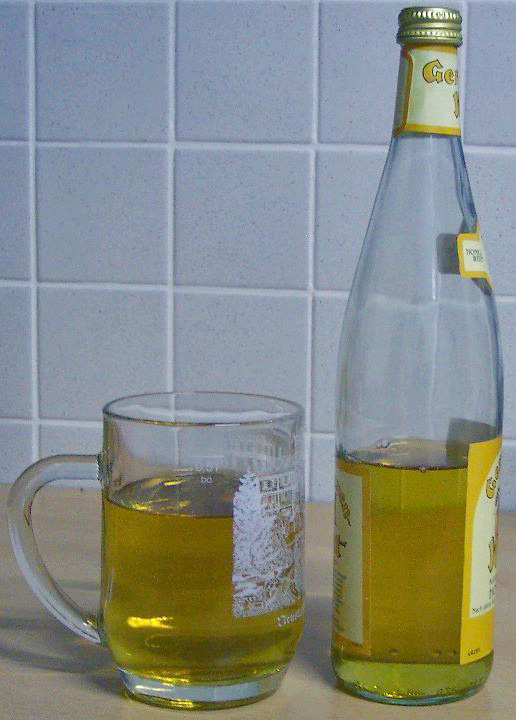
Aguamiel

### Alcohólicas.
- Horilka (горілка): Espíritu fuerte de producción industrial o su casero equivalente – samohón ("самогон" o moonshine) es también popular, incluyendo con infusiones de fruta, especias, hierbas o chiles. Uno del más exótico está sazonado con miel y pimienta roja.
- Cerveza (пиво, pyvo): los productores más grandes de cerveza son Obolon, Lvivske, Cherníhivske, Slavútych, Sarmat, y Rogan, los cuales parcialmente exportan sus productos.
- Vino (вино, vyno): de Europa y Ucrania (particularmente de Crimea), mayoritariamente dulces. Véase vino ucraniano.
- Aguamiel (мед, med, o медовуха, medovuja): una bebida alcohólica fermentada hecha de miel, agua, y levadura. Su sabor depende de cuanto frecuenten las abejas la planta, el tiempo y método de envejecimiento, y la cepa de la levadura que se utilizó. Su contenido de alcohol variará de fabricante a fabricante dependiendo del método de producción.
- Nalyvka (наливка): Un vino casero hecho de cerezas, frambuesas, grosellas espinosas, mirtilos, moras, ciruelas, endrinos y otras bayas. Las bayas son puestas previamente en una sulija (una gran botella de cristal) y posteriormente se le añaden algún azúcar. Después de las bayas fermentan, el líquido se separa y se pone en botellas de corcho. El resto de las bayas se usan para hacer pyrozhký (dulces fritos o horneados). El vino contiene aproximadamente un 15% de alcohol.

### Bebidas.

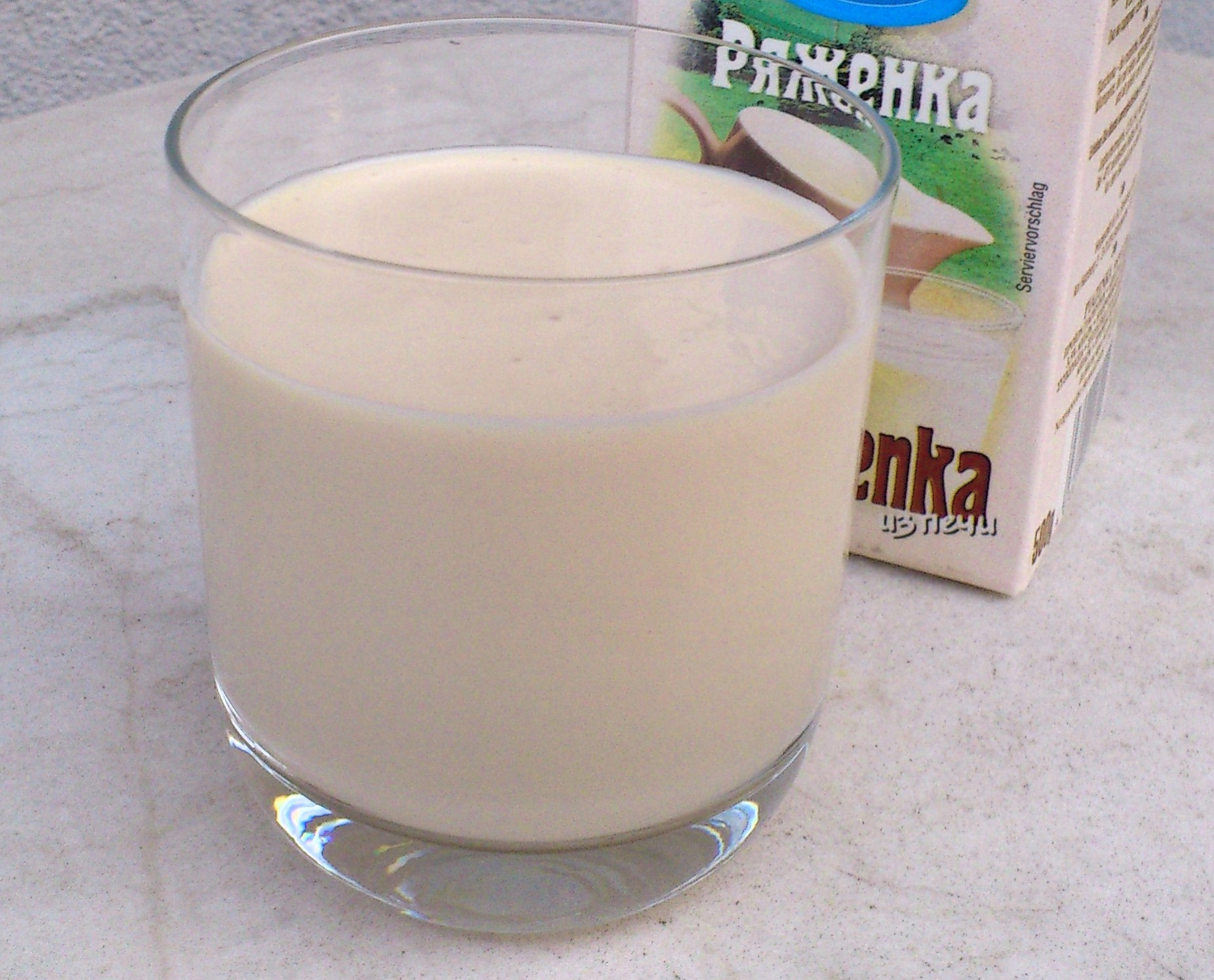
Ryázhanka

- Agua mineral: las marcas mejor conocidas son Truskavetska, Morshynska, y Myrhorodska. Normalmente vienen fuertemente carbonatadas.
- Kompot  (компот): Un bebida dulce hecha de frutas secadas o frescas o las bayas hervidas en agua.
- Uzvar (узвар): Un tipo concreto de kompot hecho de fruta secada, principalmente manzanas, peras y ciruelas.
- Kvass (квас): Una bebida con gas dulce y ácida elaboradas a partir de levadura, azúcar, y pan de centeno secado.
- Kéfir (кефір): la leche fermentada tanto por levadura como la bacteria lactobacillus bacterias, teniendo un gusto similar a yogur.[5]  El kéfir casero puede contener una cantidad leve de alcohol.
- Pryazhene molokó (пряжене молоко):  producto de leche de color crema y un ligero sabor a caramelo. Está hecho por leche hervida en fuego bajo durante al menos ocho horas.
- Ryázhanka (ряжанка): Leche horneada fermentada